# Yuhei Oino
Yuhei Oino (en japonés: 老野祐平, Oino YuheI; 6 de junio de 2001) es un deportista japonés que compite en judo.
En los Juegos Asiáticos de 2022 obtuvo una medalla de bronce en la categoría de –81 kg. Ganó dos medallas en el Campeonato Asiático de Judo, en los años 2024 y 2025.

## Palmarés internacional
| Juegos Asiáticos    | Juegos Asiáticos    | Juegos Asiáticos  | Juegos Asiáticos |
| Año                 | Lugar               | Medalla           | Categoría        |
| ------------------- | ------------------- | ----------------- | ---------------- |
| 2022                | Hangzhou (China)    | Medalla de bronce | –81 kg           |
| Campeonato Asiático |                     |                   |                  |
| Año                 | Lugar               | Medalla           | Categoría        |
| 2024                | Hong Kong (China)   | Medalla de plata  | –81 kg           |
| 2025                | Bangkok (Tailandia) | Medalla de bronce | –81 kg           |